# 알바니아 왕국 (1928년~1939년)
알바니아 왕국(알바니아어: Mbretëria Shqiptare)은 1928년부터 1939년까지 현재의 알바니아에 존재했던 왕국이다.
1928년 아흐메트 베이 조구(Ahmet Bej Zogu) 대통령이 알바니아 의회를 해산하고 자신을 조구가 출신의 알바니아의 국왕인 조구 1세를 선언했다. 1939년 이탈리아 왕국에 점령되면서 소멸되었다.

## 역대 군주

### 알바니아인의 왕
- 조구 1세 1928년 ~ 1939년

### 알바니아 왕 (이탈리아)
- 빅토르 엠마누엘 1939년 ~ 1943년